# Jan Rutkiewicz (lekarz)
Jan Rutkiewicz (ur. 14 sierpnia 1904 w Kielcach, zm. 7 lipca 1989) – polski lekarz, działacz państwowy.

## Życiorys
Urodził się 14 sierpnia 1904 w rodzinie działaczy socjalistycznych Jana (1875–1950) i Jadwigi z Bartołdów (1875–1958). Brat Wincentego Jana, działacza komunistycznego. W 1923 ukończył Gimnazjum im. Adama Mickiewicza w Wilnie. W latach 1923–1929 należał do Związku Niezależnej Młodzieży Socjalistycznej. W 1934 otrzymał dyplom na Wydziale Lekarskim Uniwersytetu Warszawskiego. W latach 1934–1944 pracował w warszawskich szpitalach – na stanowiskach od starszego asystenta do ordynatora. W 1939 został zmobilizowany jako lekarz I Szpitala Okręgowego w stopniu porucznika rezerwy. Podczas II wojny światowej był przewodniczącym Komitetu Porozumiewawczego Lekarzy Demokratów i Socjalistów oraz organizował służbę zdrowia GL i AL. W czasie powstania warszawskiego na Sadybie prowadził oddział chorych na czerwonkę.
Od 1951 do 1955 był prezesem PCK. W okresie 1959–1970 był wiceministrem zdrowia. Następnie – do 1974 – ponownie sprawował funkcję prezesa PCK.
Od 1945 należał do PPR, a od 1948 do 1983 – do PZPR.
Pochowany na cmentarzu Powązki Wojskowe w Warszawie (kwatera C39-10-3).

## Ordery i odznaczenia
- Order Sztandaru Pracy I klasy
- Krzyż Komandorski Orderu Odrodzenia Polski
- Krzyż Kawalerski Orderu Odrodzenia Polski (19 sierpnia 1946)[7]
- Krzyż Partyzancki
- Medal za Warszawę 1939–1945 (17 stycznia 1946)[8]
- Medal 30-lecia Polski Ludowej
- Medal 10-lecia Polski Ludowej (15 stycznia 1955)[9]
- Złoty Medal „Za zasługi dla obronności kraju”
- Srebrny Medal „Za zasługi dla obronności kraju”
- Medal Komisji Edukacji Narodowej
- Złota Odznaka honorowa „Za Zasługi dla Warszawy” (1967)[10]
- odznaczenia zagraniczne[4]